# Grieken
Grieken (Grieks: Έλληνες‚ Ellines; Oudgrieks: Ἕλληνες, Hellènes) zijn de hedendaagse inwoners van Griekenland en de Republiek Cyprus, alsook de oude Grieken in de Griekse oudheid. Een andere naam voor de laatsten is Hellenen. Het aantal Grieken in de wereld wordt geschat tussen de veertien en zeventien miljoen.
De Grieken zijn een Indo-Europees volk dat in het tweede millennium v.Chr. vanuit Midden-Europa naar het Helleense schiereiland trok. In verschillende migratiegolven bezetten de Myceners, Ioniërs en Doriërs, deze streek waarbij ze de oorspronkelijke bevolking gedeeltelijk opnamen in hun stammen. 
De oude Grieken waren onderling zeer verdeeld op het vlak van de politiek, maar religie, kunst, taal en traditie waren bindende factoren.
De naam 'Grieken' komt uit het Latijn, van de naam Magna Graecia uit de 8e eeuw v.Chr. voor het zuiden van Italië en voor Sicilië, waar toentertijd het Oudgrieks werd gesproken.
Op Cyprus en in de Verenigde Staten, Australië, Duitsland, Chili, Groot-Brittannië en Canada wonen ook veel (etnische) Grieken.
Grieken spreken Grieks, een Indo-Europese taal. Het Griekse alfabet wordt al sinds de 9e eeuw v.Chr. gebruikt. De meeste Grieken zijn Grieks-Orthodox of in de diaspora Grieks-orthodox onder Constantinopel.
Onder de Grieken tellen ook de Griekse Macedoniërs, die in het deel van Griekenland wonen in het noorden dat Macedonië heet. Er zijn ook de Slavische Macedoniërs.